# ビヨンド ザ フューチャー フィックス ザ タイム アロー
『ビヨンド ザ フューチャー フィックス ザ タイム アロー』は、5pb.から2011年12月8日に発売されたPlayStation 3・PlayStation Portable用のソフト。限定版には、通常版の本編ソフトに加え、サウンドトラックCD（2枚組。DISC1にはOP、ED曲のフルver、DISC2にはBGMが計30曲入っている）と設定資料集が同梱されている。

## 解説
『DIABOLIK LOVERS』などの乙女ゲームの製作会社として知られるRejetとのコラボレーション作品である本作は、剣と魔法の世界を舞台としたノベル形式のアドベンチャーゲームである。

## ストーリー
アーネルハイド大陸の神官見習いリリスとそのパートナーである妖精カミュは、ナユタとキリテという二人組の冒険者と出会い、冒険の旅に出ることにした。

## 登場人物

### メインキャラクター
リリス（※名前変更可能）
年齢：17歳、出身：ドードーナ
身長：160cm、体重：47kg
職種：神官見習い
武器：iセプター（杖）
主人公。
ナユタ
声 - 藤原祐規
年齢：23歳、出身：イングリド
身長：188cm、体重：78kg
職種：神殿騎士
武器：槍

ソー
声 - 吉野裕行
年齢：21歳、出身：ダイナス
身長：190cm、体重：78kg
職種：バトルマスター（格闘家）
武器：素手

ネイト
声 - 増田俊樹
年齢：34歳、出身：ミッドヴァン
身長：165cm、体重：55kg
職種：暗殺者
武器：弓

カミュ
声 - 鈴木裕斗
年齢：不詳、出身：アマフィー
身長：20cm、体重：不明
職種：エレメンタリスト（精霊使い）
武器：なし

ニコ
声 - 岸尾だいすけ
年齢：不詳、出身：メルロンド
身長：178cm、体重：61kg
職種：魔道師（大賢者）
武器：魔銃

キリテ
声 - 櫻井孝宏
年齢：17歳。出身：サヴィラ
身長：180cm、体重：64kg
職種：傭兵
武器：十拳剣（トツカノツルギ）
サヴィラ出身の傭兵。

### サブキャラクター
クリエル
声 - 高橋広樹

ホロ
声 - 杉山紀彰

ルヴェルチ
声 - 富田麻帆

レムナ
声 - 庄子裕衣
神聖都市『イングリド』の法王。

バーンスタイン
声 - 伊藤健太郎
商業都市『ダイナス』の王。

マダム
声 - 佐久間紅美
『ダイナス』裏社会の支配者。

ガダッシュ
声 - 上田燿司
砂漠の都市『ミッドヴァン』の王。

ヒースクリフ
声 - 蓮岳大
風と水の都市『アマフィー』の王。

カイエン
声 - 横田紘一
海と陽の都市『サヴィラ』の王。

ログナー
声 - 津田健次郎

## スタッフ
- 企画・原案・ディレクター - 岩崎大介
- キャラクターデザイン - ギンカ
- シナリオ - シナリオ工房 月光
- サウンド - 5pb.Rocords
- プロデューサー - 須藤英男

## 主題歌
オープニングテーマ「グノーシスの断罪」
作詞・作曲 - 志倉千代丸 / 編曲 - 楊慶豪 / 歌 - KENN
エーンディングテーマ「Be the one for you」
作詞 - 松澤由美 / 作曲 - 清水永之 / 編曲 - 立山秋航 / 歌 - KENN